# Уимблдонский турнир 2005
Уимблдонский турнир 2005 — 119-й розыгрыш ежегодного профессионального теннисного турнира серии Большого шлема, проводящегося в Уимблдоне (Лондон, Великобритания) на кортах местного «Всеанглийского клуба лаун-тенниса и крокета». Традиционно выявляются победители соревнования в девяти разрядах: в пяти — у взрослых и четырёх — у старших юниоров.
В 2005 году матчи основных сеток прошли с 20 июня по 3 июля. Соревнование традиционно завершало основной сезон турниров серии на данном покрытии.
Прошлогодние победители среди взрослых:
- мужчины, одиночный разряд —  Роджер Федерер
- женщины, одиночный разряд —  Мария Шарапова
- мужчины, парный разряд —  Йонас Бьоркман и  Тодд Вудбридж
- женщины, парный разряд —  Кара Блэк и  Ренне Стаббс
- смешанный парный разряд —  Кара Блэк и  Уэйн Блэк

## Соревнования

### Взрослые

#### Мужчины. Одиночный разряд
Роджер Федерер обыграл  Энди Роддика со счётом 6-2, 7-6(2), 6-4.
- Федерер выигрывает все свои пять финалов на соревнованиях серии.
- Роддик уступает свой 1-й финал в сезоне и 2-й за карьеру на соревнованиях серии.

#### Женщины. Одиночный разряд
Винус Уильямс обыграла  Линдсей Дэвенпорт со счётом 4-6, 7-6(4), 9-7.
- Уильямс выиграла 1-й титул в шести своих последних финалах на соревнованиях серии.
- Дэвенпорт уступила свой четвёртый подряд финал на соревнованиях серии.

#### Мужчины. Парный разряд
Стивен Хасс /  Уэсли Муди обыграли  Боба Брайана /  Майка Брайана со счётом 7-6(4), 6-3, 6-7(2), 6-3.
- представитель Австралии выигрывает британский турнир серии четвёртый год подряд.
- представитель ЮАР побеждает на турнирах серии впервые с 2000 года.

#### Женщины. Парный разряд
Кара Блэк /  Лизель Хубер обыграли  Светлану Кузнецову /  Амели Моресмо со счётом 6-2, 6-1
- Блэк второй год подряд выигрывает британский турнир серии.
- представительница ЮАР выигрывает турнир серии впервые с 1983 года.

#### Смешанный парный разряд
Мари Пьерс /  Махеш Бхупати обыграли  Татьяну Перебийнис /  Пола Хенли со счётом 6-4, 6-2.
- представительница Франции выигрывает британский турнир серии впервые с 1976 года.
- Бхупати выигрывает 1-й титул в сезоне и 4-й за карьеру на соревнованиях серии.

### Юниоры

#### Юноши. Одиночный турнир
Жереми Шарди обыграл  Робина Хасе со счётом 6-4, 6-3.
- представитель Франции выигрывает британский турнир серии второй год подряд.

#### Девушки. Одиночный турнир
Агнешка Радваньская обыграла  Тамиру Пашек со счётом 6-3, 6-4.
- представительница Польши выигрывает турнир серии впервые с 1996 года.

#### Юноши. Парный турнир
Джесси Левайн /  Майкл Шабаз обыграли  Сэмюэля Грота /  Эндрю Кенно со счётом 6-4, 6-1.
- американская мононациональная пара выигрывает турнир второй год подряд.

#### Девушки. Парный турнир
Виктория Азаренко /  Агнеш Савай обыграли  Марину Эракович /  Монику Никулеску со счётом 6-7(5), 6-2, 6-0.
- Азаренко становится второй в истории двукратной чемпионкой британского турнира серии.
- Азаренко становится четвёртой в истории теннисисткой, выигравшей за календарный год три турнира серии.